# آب‌انبار خان عوض
آب‌انبار خان عوض مربوط به دوره صفوی است و در شهرستان گچساران، بخش مرکزی، دهستان لیشتر، روستای سعادت آباد واقع شده و این اثر در تاریخ ۶ اسفند ۱۳۸۵ با شمارهٔ ثبت ۱۷۵۳۵ به‌عنوان یکی از آثار ملی ایران به ثبت رسیده است.